# کیتا گوتو
کِیتا گوتو (انگلیسی: Keita Goto؛ زادهٔ ۸ سپتامبر ۱۹۸۶) یک بازیکن فوتبال اهل ژاپن است.
از باشگاه‌هایی که در آن بازی کرده‌است می‌توان به باشگاه فوتبال ماتسوموتو یاماگا و باشگاه فوتبال کاشیما آنتلرز اشاره کرد.